# آپیفورول
آپیفورول (به انگلیسی: Apiforol) با فرمول شیمیایی C۱۵H۱۴O۵ یک ترکیب شیمیایی با شناسه پاب‌کم ۴۴۳۶۳۸ است. که جرم مولی آن ۲۷۴٫۲۶ g/mol می‌باشد. 